# الزيرة (حماة)
الزيرة مزرعة تتبع بلدية نهر البارد في منطقة السقيلبية في محافظة حماة. وتقع في الجهة الشمالية الشرقية من البلدية.

## السكان
بلغ عدد السكان 500 نسمة وهم مسلمون علويون.